# جثة ذات قلب نابض
إن الجثة ذات القلب النابض هي جسم يُعتقد أنه ميت حسب التعريفات الطبية والقانونية يتم توصيلها بـجهاز تنفس صناعي ويحتفظ بوظائف القلب والرئتين. وهذا سوف يحافظ على أعضاء الجسم الميت، بما في ذلك وظائف القلب ويظل حيًا لعدة أيام. ونتيجة لذلك، تمتد الفترة الزمنية التي يمكن فيها استخدام الأعضاء للزراعة.

## الرعاية
تشبه رعاية الجثة ذات القلب النابض نفس رعاية المريض الحي. ونظرًا لأن المخ قد توقف عن العمل، فإنه يجب تنظيم مستويات الهرمونات وضغط الدم من خلال موظفي وحدة العناية المركزة (ICU). ويهدف بروتوكول الحفاظ على الجثة إلى منع العدوى والحفاظ على الأكسجة الملائمة للأنسجة. ويجب مراقبة حالة الجثة باستمرار، حتى يستطيع موظفو وحدة العناية المركزة منع الفشل العضوي أو العمل بشكل سريع على حماية الأعضاء المهددة. .

## استعادة العضو
تُحفظ الجثة ذات القلب النابض «حية» من أجل المحافظة على أعضائها من التعفن قبل أن تُزرع. يقوم الجراحون بإزالة الأعضاء، واحدًا تلو الآخر، وينقلونها إلى الأطباء المعالجين لمتلقي تلك الأعضاء. وفي العادة تتم عملية استرداد العضو بالكامل في غضون أربع ساعات. وكانت تعرف هذه العملية في السابق باسم «جني الأعضاء», لكن تغير الاسم إلى الاسم المعتدل «استرداد الأعضاء» من الممكن استخراج العديد من الأعضاء ومن الممكن أن تُنقذ حياة العديد من الأشخاص بفضل جسم واحد. وهذه الأجسام المنقول منها تلك الأعضاء بشكل عام تكون لأشخاص متبرع بعضو، ويوافقون سلفًا على التبرع بأعضائهم  وتؤخذ بعض الأعضاء المُتبع بها من خلال متبرع ذو قلب غير نابض. ومع ذلك فإن الأعضاء المأخوذة عن طريق الموت الدماغي لها معدل نجاح أفضل، وفي الوقت الحالي معظم عمليات نقل الأعضاء التي تتم عن طريق التبرع تكون من هذا النوع من الوفاة وهو الموت الدماغي.

## الموت الدماغي والحمل
من الممكن أن يتم إطالة الحمل بعد الموت الدماغي حتى يُسمح للجنين بالوصول إلى مدته الكاملة. ومن ثم من الممكن وضع الطفل من خلال قسم الولادة القيصرية. ومن ثم يمكن إزالة أعضاء الجثة من المتبرع.

## الأمور الاجتماعية
إن مواجهة جثة ذات قلب نابض غالبًا ما تكون تجربة مقلقة ومربكة. لأن القلب ينبض والجسد دافئ، ومن ثم قد تجد الناس صعوبة في تصديق أن الشخص ميت. وغالبًا ما تحب العائلات أن ترى الجسم بمجرد أن يتم إزالته من الآلات “put to rest” يوارى مثواه الأخير.